# Bürgerschützengilde Westerholt 1583
Bei der Bürgerschützengilde Westerholt 1583 e. V. handelt es sich um einen Schützenverein im Hertener Stadtteil Westerholt im Kreis Recklinghausen. Die Bürgerschützengilde besteht nach eigenen Angaben seit mindestens dem Jahr 1583. Damals handelte es sich nicht um Schützenvereine in der heutigen Form. Dies kristallisierte sich erst später heraus, wobei die Schützengesellschaften einige Veränderungen durchmachten und überstanden.
Der Verein ist im Traditionsbereich genauso aktiv wie im sportlichen Bereich und besitzt dazu eine eigene Jugendabteilung. Es wird an Ausmärschen und Festen anderer Vereine teilgenommen, genauso wie auch eigene Veranstaltungen durchgeführt werden. Im sportlichen Bereich starten die Schützen bei Kreis-, Bezirks- und Landesmeisterschaften.
Viele gesellschaftliche Veranstaltungen werden zusammen mit der WIW (Werbe- und Interessengemeinschaft) veranstaltet, sowie mit der Interessengemeinschaft Westerholter Vereine. Hier werden immer wieder gemeinsame Aktivitäten für die Mitglieder der Vereine, wie z. B. ein Vogelschießen oder ein Sommerfest für alle Westerholter Bürger sowie weitere Interessierte geboten.

## Sportabteilung der BSG Westerholt
Die BSG Westerholt bietet ihren Mitgliedern die Möglichkeit, ihren Sport auszuüben und an Wettkämpfen unterschiedlicher Disziplinen teilzunehmen. Die meisten Disziplinen können direkt auf dem Vereinsgelände durchgeführt werden. Durch mehrere Trainingstage können die Mitglieder unter fachlicher Anleitung und geschulter Aufsicht ihren Sport ausüben.

## Traditionsabteilung der BSG Westerholt
Die BSG Westerholt versucht, an vielen Veranstaltungen anderer Schützenvereine im Umkreis teilzunehmen. Einmal jährlich wird auch das Schützenfest in Antwerpen besucht, sowie alle zwei Jahre das Schützenfest in Kalmthout, Belgien mit den Westerholter Schützen rechnen kann. Genauso wird der Verein auch von den belgischen Freunden besucht.